# Castello dei Brancaleoni

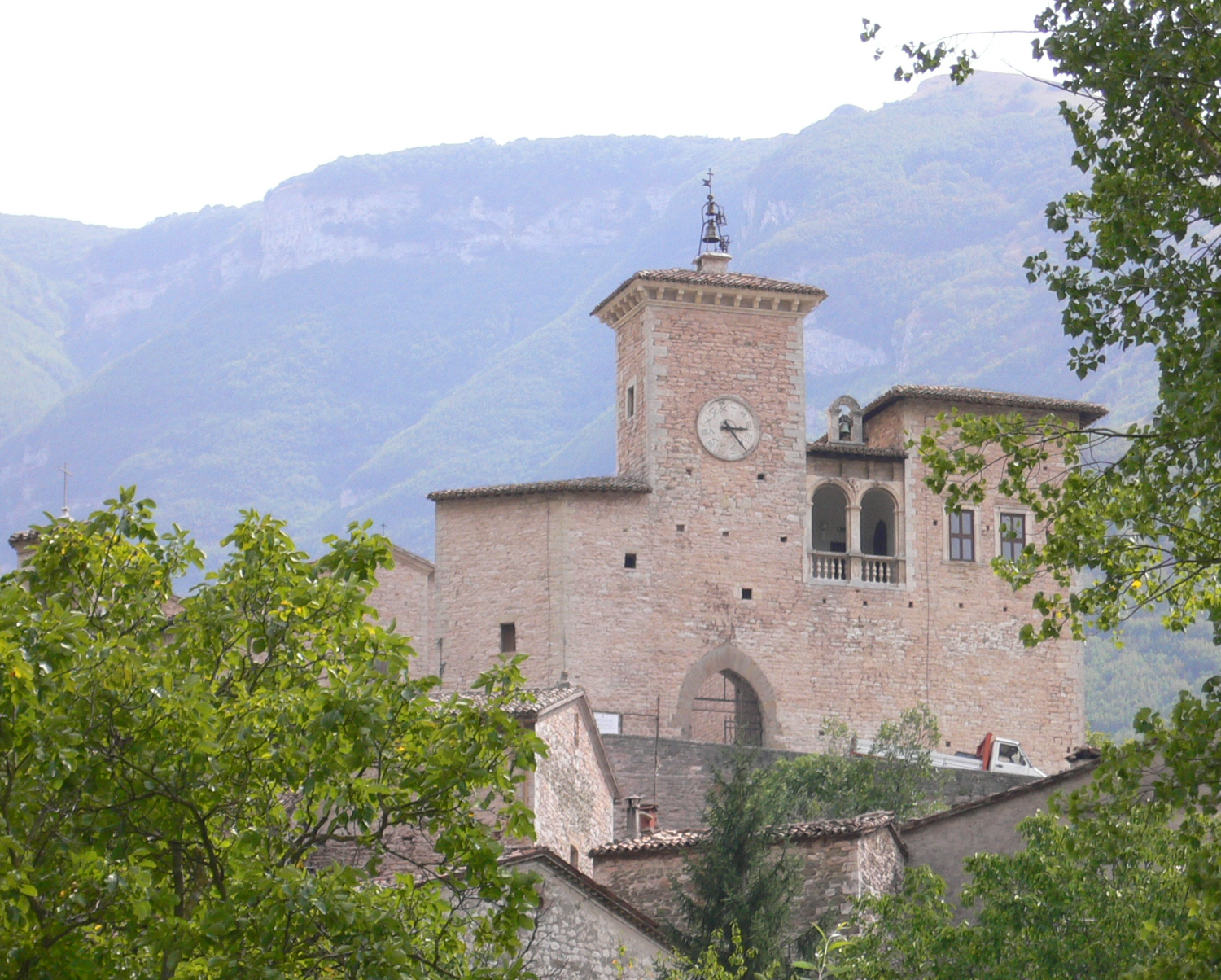
Facciata di ingresso del palazzo Brancaleoni

Il castello dei Brancaleoni, detto anche palazzo Brancaleoni, è un edificio situato a Piobbico, in provincia di Pesaro e Urbino. Appartenne ai conti Brancaleoni, signori del territorio dal 1213 al 1816.

## Storia
Eretto nel XIII secolo come fortezza, rimaneggiato in seguito e trasformato nel 1573-1587 in una splendida dimora rinascimentale per volere dei conti di Piobbico Guido e Roberto. Lasciato in grave abbandono e deturpato all'interno nell'ultimo dopoguerra, è stato sottoposto in tempi recenti a radicali lavori di restauro. Si presenta oggi come un complesso di costruzioni aggiuntesi al nucleo primitivo e allungate sul crinale del roccione che domina il centro dell'ampio bacino dove si distende il paese.
Entrati nella residenza, sormontata da una torre con un orologio destrorso incorporato, spicca il cortile d'onore, progettato dall'architetto Baccio Pontelli e fatto costruire dal conte Guido Antonio I Brancaleoni, capitano del duca di Urbino Federico da Montefeltro. La struttura risale al decennio 1470-1480. Questo atrio rettangolare, circondato da un portico ad arcate sostenute da colonne doriche, richiama la più ampia e maestosa corte del palazzo ducale di Urbino. Degna di nota è la cappella gentilizia dedicata a san Carlo Borromeo.
All'interno del castello è possibile ammirare la stanza privata del conte Antonio II, detta “camera greca”. Il locale è affrescato con episodi di storia e mitologia ellenica realizzati nel 1585 da Giorgio Picchi, scultore durantino, mentre gli stucchi sono opera della scuola di Federico Brandani, in quanto lo scultore morto nel 1575, non riuscì a terminare l'opera. Interessanti gli affreschi attribuiti a Federico Zuccari che celebrano la famiglia Brancaleoni, in particolare Antonio II e la contessa Laura Cappello circondati dalla loro numerosa prole. Nelle sale del palazzo hanno sede oggi il museo civico Brancaleoni e l'esposizione permanente di abiti e gioielli della collezione Alessandro Righi Luperti.